# Technische Informatik
Technische Informatik ist ein Hauptgebiet der Informatik und eine Ingenieurwissenschaft, die sich mit Architektur, Entwurf, Realisierung, Bewertung und Betrieb von Rechner-, Kommunikations- und eingebetteten Systemen auf der Ebene der Hardware als auch der systemnahen Software beschäftigt.
Technische Informatik wird gelegentlich als Schnittstelle der Informatik zur Elektrotechnik beschrieben. Die Wurzeln der technischen Informatik liegen in der Elektrotechnik, insbesondere in der Digitaltechnik, sowie in der Logik und der diskreten Mathematik.

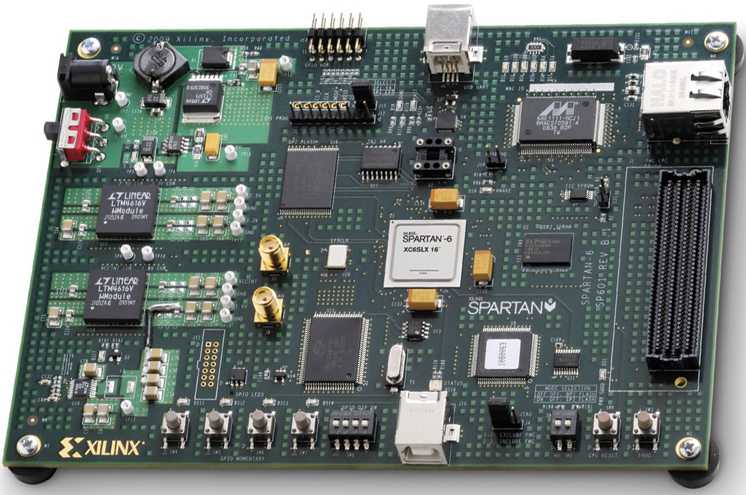
Ein FPGA-Board

## Abgrenzung zu  anderen Disziplinen
Im Bereich der Schalttechnik lassen sich dabei die Grundlagen der technischen Informatik kaum von der Digitaltechnik unterscheiden. Auf der anderen Seite ergeben sich auch fließende Übergänge zur Praktischen Informatik. Die verschwimmenden Grenzen in diesem Bereich ergeben sich aus der Möglichkeit, jeglichen Algorithmus potenziell auch durch feste oder rekonfigurierbare Schaltungen realisieren zu können. Obwohl dies Geschwindigkeitsvorteile bringen kann, sind konkreten Schaltungen schon aus Kostengründen wesentlich engere Grenzen gesetzt. Trotzdem bemüht man sich im Allgemeinen, diese Grenze zugunsten einer immer umfangreicheren Hardware-Verarbeitung zu verschieben.

## Schwerpunkte
Weitere Teile der technischen Informatik sind durch industrielle Forschungs- und Entwicklungsbestrebungen geprägt, deren praktische Umsetzung aufgrund der Größe des Marktes die rein akademischen Möglichkeiten bei weitem übersteigt. Viele Fortschritte in der Technologie von Mikroprozessoren, Speicherkomponenten, Bussystemen und anderen wichtigen Teilbereichen der technischen Informatik werden daher heute industriell erreicht. Eine Reihe von Innovationen in diesen Bereichen sind durch neue Produktionsverfahren bedingt, neuartige Architekturen und deren Bewertung spielen ebenfalls eine zentrale Rolle.
Zu den Schwerpunkten der technischen Informatik gehören:
- Automatisierungstechnik
- Echtzeitsysteme
- Eingebettete Systeme
- Hardware- und Systembeschreibungssprachen
- Hardware-Software-Co-Design
- Netzwerktechnik (Rechnernetze)
- Rechnerarchitektur
- Regelungstechnik
- Sensorik
- Signal- und Bildverarbeitung
- Systemmodellierung
- Zuverlässigkeit, Fehlertoleranz und Fehlerdiagnose